# 劉基 (呉)
劉 基（りゅう き、184年 - 232年）は、後漢末期から三国時代の政治家。呉に仕えた。字は敬輿。後漢の揚州刺史劉繇の長子。漢の宗族の一人。弟に劉鑠、劉尚。娘は孫覇の妻。『三国志』呉志「劉繇伝」に記録がある。

## 生涯
父の劉繇は孫策に敗退後、豫章に滞在していたが、劉基が14歳であった建安3年（197年）頃に亡くなった。劉基は父の喪に服しては礼に外れることが無く、父の旧臣が送って来た見舞品を一切、受け取らなかった。『呉書』によると、劉基は苦難の中でも悲しみにくれることはなく、人生を楽しむように身を処したという。弟達と一緒にくらし、つねに遅く寝て早く起き、妻妾も劉基の顔を見ることは稀であったという。弟達は劉基に対して父親に対するように仕え、客との往来もめったにせずひっそりと暮らしたという。
建安5年（199年）、孫策が豫章をも版図に収めるようになると、手厚く遇された。先に孫策に敗れ、曹操の元に逃れていた王朗は孫策に手紙を送り、劉基は志と節操を備えた人物になるであろうから、劉繇との敵対の過去を水に流し、恩愛を施すよう嘆願した。
容姿が端麗で教養もあったため、孫策の跡を継いだ孫権から寵愛された。建安24年（219年）に孫権が驃騎将軍となると、その幕府に招かれ東曹掾となり、輔義校尉、建忠中郎将とした。
孫権は呉王に封建されると酒宴を開いて自ら酒を注いで回ったが、虞翻は酔い潰れた演技でやり過ごし、孫権が去るとすぐに居住まいを元の如く正した。酔っていた孫権は大いに怒り、かつて曹操が孔融を処刑した例を引き合いに虞翻を斬ろうとしたが、大臣の劉基が理を尽くして諭した為に遂に虞翻を許した。孫権は、側近の者たちに対し、今後、酒が入ったうえで自分が殺すといっても、けっして殺してはならないと命じた（「虞翻伝」）。
孫権が呉王になると、大農（大司農）に任じられた。呉郡の張温の人物について尋ねられたとき、全琮に並ぶ人物と評価したが、張温を気に入っていた太常の顧雍の賛同は得られなかった（「張温伝」）。
暑い季節、孫権は船上で酒宴を開いたが、雷雨に見舞われた。孫権は自分の上に大きな傘を差し掛けるとともに、劉基の頭上にも同じ傘を差し掛けるよう命令した。他の人々は傘の下に入ることはできなかった。その待遇される事はこの通りであった。
後に郎中令となり、黄龍元年（229年）に孫権が帝位に即くと、光禄勲に昇進。分平尚書事の職務を担った。
49歳で死去した。死後、孫権は劉基の娘を孫覇に娶らせ、劉基の家族に広い屋敷を与え、季節毎に特別な贈り物を与えた。贈り物の量は全琮や張昭に匹敵したという。
『三国志演義』には登場しない。